# Selección masculina de hockey sobre hierba de Gran Bretaña

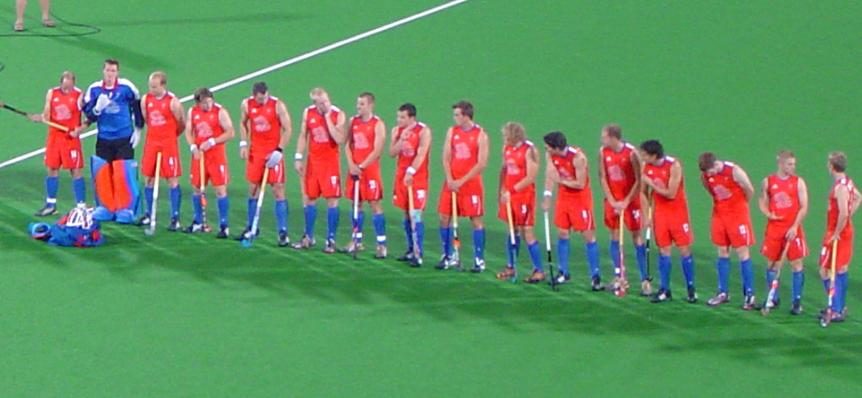
Fotografía de la selección masculina de Hockey sobre hierba de Gran Bretaña en las olimpiadas del 2008

La selección masculina de hockey sobre hierba de Gran Bretaña es el equipo de hockey sobre hierba que representa al Reino Unido en los campeonatos de selecciones masculinas.
El equipo ganó el oro en los Juegos Olímpicos de Verano de 1920 en Amberes y en los Juegos Olímpicos de Verano de 1988 en Seúl. El equipo ganó la Copa Sultan Azlan Shah 2017.

## Resultados

### Juegos Olímpicos
- 1908 – 1°, 2° 3° 3°
- 1920 – 1°
- 1948 – 2°
- 1952 – 3°
- 1956 – 4°
- 1960 – 4°
- 1964 – 9°
- 1968 – 12°
- 1972 – 6°
- 1984 – 3°
- 1988 – 1°
- 1992 – 6°
- 1996 – 7°
- 2000 – 6°
- 2004 – 9°
- 2008 – 5°
- 2012 – 4°
- 2016 – 9°
- 2020 – 5°

### Hockey World League
- 2014–15 – 6°

### FIH Pro League
- 2019 – 4°

### Sultan Azlan Shah Cup
- 2011 – 3°
- 2012 – 3°
- 2017 – 1°